# 県犬養大伴
県犬養 大伴（あがた（の）いぬかい の おおとも）は、飛鳥時代の人物。氏は犬養（いぬかい）とも、名は大侶とも書く。姓は連、後に宿禰。冠位は直広壱、贈正広参。壬申の乱の功臣とされている

## 壬申の乱での活躍
県犬養大伴は、壬申の乱が起こった際、大海人皇子の舎人であった。大海人皇子が挙兵のため吉野から東国に出立したときに、皇子に従った二十数人の男の一人であった。『日本書紀』によれば、6月24日の出発のとき、大海人皇子は馬がなく徒歩で出発した。たまたま途中で県犬養連大伴の馬に遭遇し、それに乗った。妃の鸕野讚良皇女（後の持統天皇）は輿に乗った。津振川で皇子の馬が追いつき、皇子はこれに乗りかえた。津振川は吉野川（紀の川）支流の津風呂川とされる。
現代の歴史学者の間では皇子の挙兵は入念に計画されたものだとする説が有力である。その説では、書紀には大海人皇子がやむなく立ったように書かれているが、それは大海人皇子の行動を正当化するためにした曲筆となる。行き当たりばったりで馬を得たように記されているのも、書紀の潤色になる。加えて、吉野から津風呂川に出るための峠越えでは馬が利用できないために、馬を回り道させたのを、慌しく出立した描写に変えたのではないかと推定する説もある。その後の内戦で県犬養大伴が果たした役割については、書紀に記載がない。

## 功臣のその後
『日本書紀』には、12月4日に勲功ある人を選んで冠位を増し、小山位以上を与えたとする記事があるので、県犬養大伴もこれと同じかそれ以上の位を得たと思われる。また、壬申の功により県犬養連大侶が100戸を封じられたことが、『続日本紀』大宝元年（701年）7月21日条から知られる。
天武天皇9年（680年）7月5日に、天皇は犬養連大伴の家に出向いて病を見舞った。天武天皇13年（684年）12月2日に、県犬養氏ら50の連姓の諸氏は宿禰の姓になった。天武天皇14年（685年）9月18日に、天武天皇は皇族・臣下と大安殿で博打をして遊んだ。このとき天皇は大安殿の中に、皇族と臣下は殿の前に位置した。県犬養宿禰大侶はこの日に天皇の衣と袴を与えられた10人の中の一人であった。
朱鳥元年（686年）8月9日に天武天皇は亡くなり、27日に皇族、臣下が天皇に対して誄を述べた。このとき、直大参の県犬養宿禰大伴が誄して宮内のこと全般を語った。これにより彼が宮内のことに携わっていたと知れる。
大宝元年（701年）正月29日に県犬養宿禰大侶は死去。このときの位は直広壱であった。文武天皇は、夜気王らを遣わして詔を述べさせ、壬申の乱での功によって正広参の位を贈った。

## 登場作品
書籍
- 倉橋寛『天狼の爪牙』ブイツーソリューション、2022年。ISBN 978-4-434-30660-0。 - 主人公が大伴。壬申乱後の天武持統期を描く。